# Commission de gestion
En Suisse, une commission de gestion est une commission parlementaire fédérale, cantonale ou communale dévolue à la surveillance de la gestion de l'administration, de l'exécutif et des tribunaux.

## Au niveau fédéral
Au niveau fédéral, il existe deux commissions de gestion, une par chambre de l'Assemblée (Conseil national de 25 membres et Conseil des États de 13 membres). Elles sont regroupées, avec les commissions des finances et les commissions d'enquête parlementaires, sous le nom de commissions de surveillance. Une délégation formée de trois membres de chacune des commissions est chargée de la surveillance des activités secrètes, « relevant de la sécurité de l’État ».
Les commissions travaillent en partenariat avec le Contrôle parlementaire de l'administration (CPA) qui a pour tâche d'évaluer « la conception, la mise en œuvre et les effets » des mesures mises en place par la Confédération.

## Travaux
En 2012, les commissions de gestion ont sélectionné les sujets de travail suivants :
- libre circulation des personnes : principe de l’activité lucrative ;
- collaboration interdépartementale de la politique extérieure de la Suisse.

## Au niveau cantonal et communal
Less parlements cantonaux et communaux disposent également de commissions de gestion. Selon les cas, il n'existe qu'une commission pour les aspects de gestion et de finance.